# Henry Horne, 1. Baron Horne

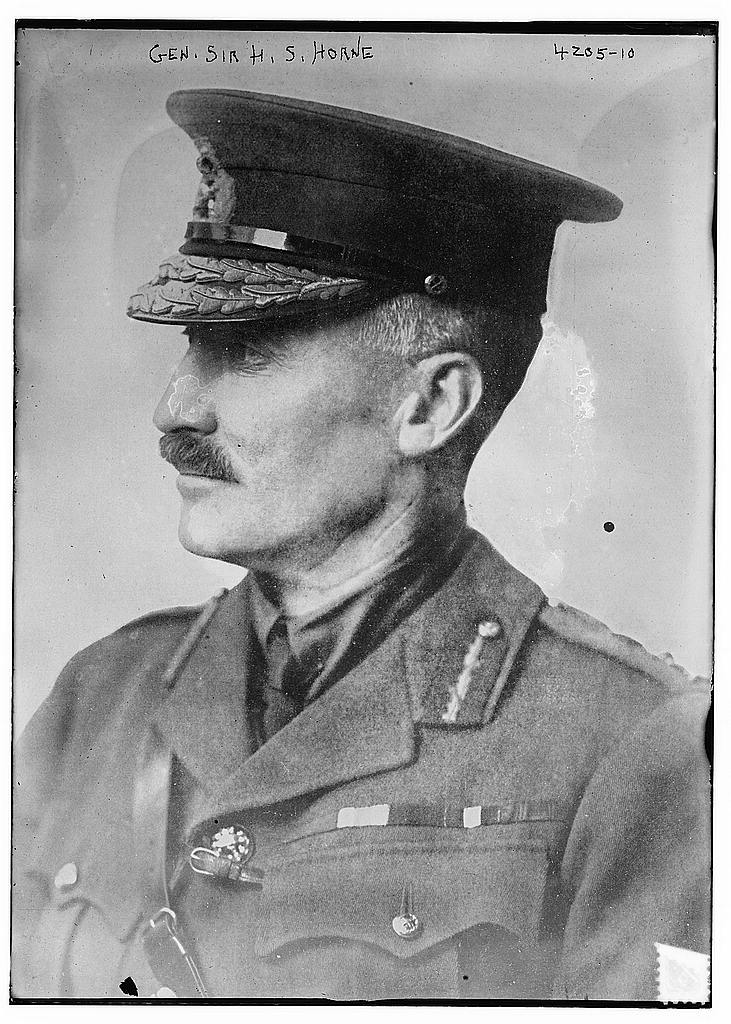
Henry Horne (1917)

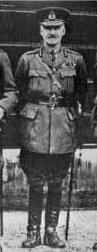
Henry Horne, 1. Baron Horne

Henry Sinclair Horne, 1. Baron Horne GCB, KCMG (* 19. Februar 1861 in Stirkoke House, Wick, County Caithness, Schottland; † 14. August 1929 ebenda) war ein britischer General im Ersten Weltkrieg.

## Leben
Henry Horne wurde als dritter Sohn eines britischen Majors geboren und in Harrow und an der Royal Military Academy Woolwich erzogen. 1880 trat er in die Royal Artillery ein. 1897 heiratete er seine Frau, mit der er eine Tochter hatte. Von 1899 bis 1902 kämpfte er unter John French im Zweiten Burenkrieg und wurde Mentioned in Despatches. 1905 wurde er zum Oberstleutnant in der Royal Horse Artillery befördert und diente unter Douglas Haig in Aldershot. 1912 wurde er als Brigadegeneral zum Inspekteur der berittenen und Feldartillerie ernannt und verblieb in dieser Position bis zum Ausbruch des Ersten Weltkriegs.
Nach der Aufstellung der British Expeditionary Force diente er als Befehlshaber der Artillerie im I Corps unter Haig. Er zeichnete sich beim Rückzug durch Frankreich nach der Schlacht bei Mons und während der Ersten Marneschlacht aus. Während der Ersten Flandernschlacht wurde er zum Generalmajor befördert und zum Jahresende als Companion in den Order of the Bath aufgenommen. Im Januar 1915 erhielt er den Befehl über die 2. Division des I. Korps und kämpfte mit ihr in den Schlachten von Givenchy und Festubert. In der Schlacht von Loos im September und Oktober 1915 war er an dem ersten britischen Giftgaseinsatz beteiligt.
Im November 1915 verließ Horne die Westfront, um den Kriegsminister Lord Kitchener an die Dardanellen zu begleiten, wo die Evakuierung der gescheiterten Dardanellen-Expedition bevorstand. Im Januar 1916 erhielt er das Kommando über das XV. Korps am Suezkanal. Im März wurde das Korps nach Frankreich verlegt und der 4. Armee unterstellt. Ab Juli 1916 nahm es an der Schlacht an der Somme teil, wobei Horne erfolgreich das Mittel der Feuerwalze anwandte. Im September wurde Horne zum Knight Commander des Bathordens und als Nachfolger von Charles Monro im Rang eines Brevet-Generals zum Oberbefehlshaber der 1. Armee ernannt.
Mit der 1. Armee nahm Horne im April 1917 an der Schlacht von Arras teil, während der sein Kanadisches Korps die Höhen von Vimy erstürmte. Er verteidigte diese Position erfolgreich, auch nachdem ihm Truppen für die weiter nördlich stattfindenden Schlachten von Messines und Passchendaele entzogen worden waren. Im April 1918 war seine Armee während der Vierten Flandernschlacht heftigen deutschen Angriffen ausgesetzt, zog sich aber in guter Ordnung zurück. Ein Teil seiner Front wurde in dieser Zeit von Herbert Plumer befehligt. Während der Hunderttageoffensive zeichneten sich seine Truppen bei Drocourt-Quéant und am Canal du Nord aus und eroberten Lens, Douai und Valenciennes.
Nach dem Krieg wurde Horne zum Knight Commander des Order of St. Michael and St. George sowie Knight Grand Cross des Bathordens gemacht und erhielt eine Dankesnote des Parlaments. Am 8. Oktober 1919 wurde er als Baron Horne of Stirkoke in the County of Caithness, in den erblichen Adelsstand erhoben. Er war von 1919 bis 1922 Oberbefehlshaber des Eastern Command und schied 1926 aus der Armee aus. Danach wurde er zum Master Gunner of St. James's Park ernannt und wurde 1929 Regimentschef der Highland Light Infantry. Er starb am 14. August 1929 auf seinem Gut in Stirkoke und wurde im Grab seiner Familie bestattet. Sein Titel erlosch mit seinem Tode, weil er keinen männlichen Abkömmling hatte.